# Plymouth Reliant
La Reliant è un'autovettura compact prodotta dalla Plymouth dal 1981 al 1989. Il modello è anche conosciuto come Reliant K per via di un emblema raffigurante una "K" che era collocato a fianco del nome della vettura. La Reliant aveva un "modello gemello", la Dodge Aries, che era anche conosciuta come  Aries K per il medesimo motivo.

## Il contesto
I modelli erano a trazione anteriore ed erano destinati ad una clientela che apparteneva alla classe media statunitense.  La Reliant sostituì la Volaré mentre la Aries soppiantò la Dodge Aspen. Entrambi i modelli antenati erano a trazione posteriore. La Reliant e la Aries si basavano sul pianale K del gruppo Chrysler ed erano molto simili alla Chrysler LeBaron. Sebbene fossero più piccoli della Volaré e della Aspen, i due modelli offrivano uno spazio interno paragonabile a quello delle vetture che sostituirono.
La differenza principale tra la Reliant e la Aries risiedeva nella calandra. Su entrambi i modelli il motore era montato anteriormente.
I due modelli erano comunemente conosciuti come "K-cars" per via del pianale che condividevano. Per sottolineare la loro appartenenza a questa piattaforma i due modelli possedevano la scritta "Aries K" o "Reliant K" posizionata sulla parte posteriore.
La Reliant e la Aries furono tra i primi modelli statunitensi ad adottare la trazione anteriore, e fecero quindi un po' da apripista in un mercato caratterizzato da modelli a trazione posteriore. Questa tendenza fu poi seguita dai vari marchi automobilistici statunitensi.

## Storia

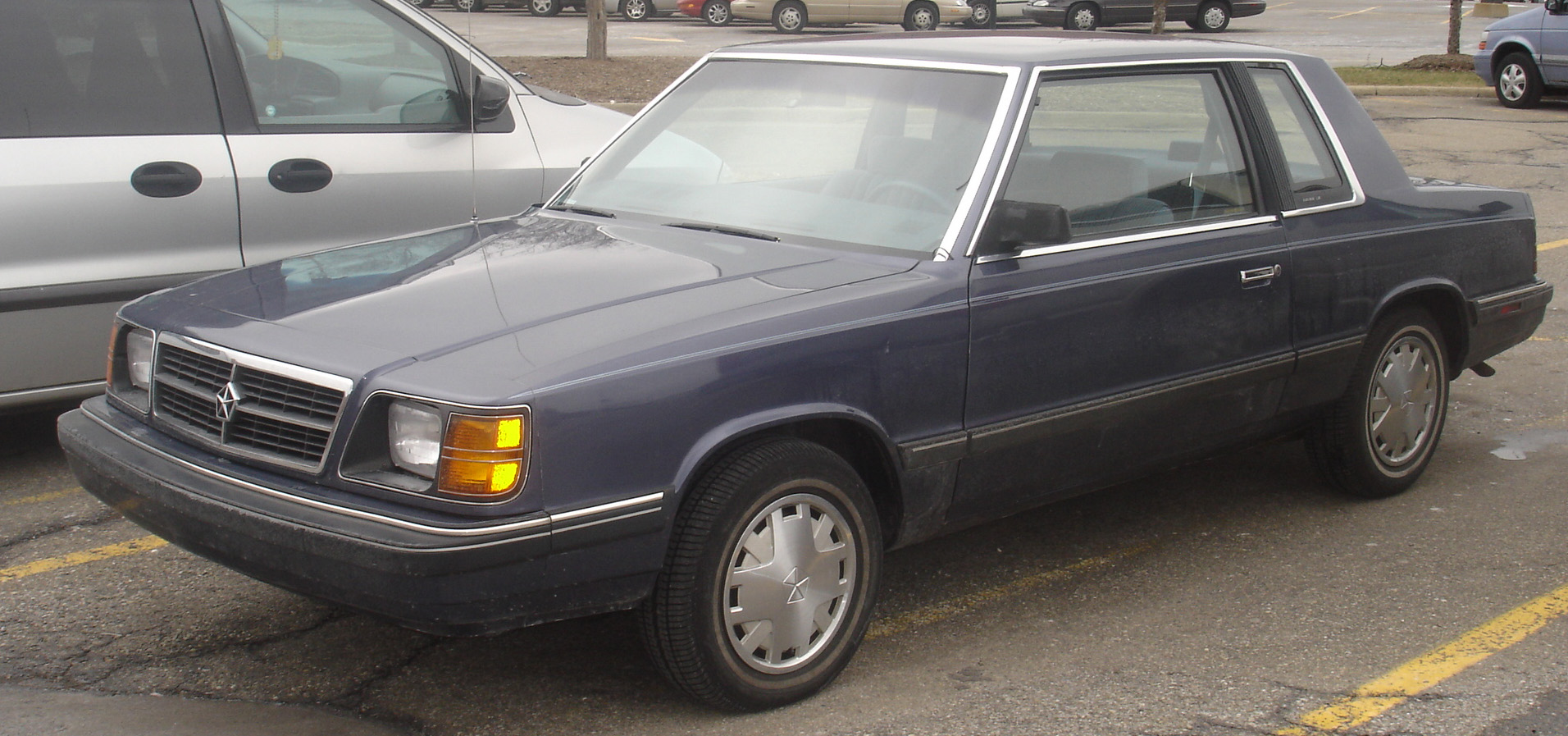
Una Dodge Aries coupé del 1989

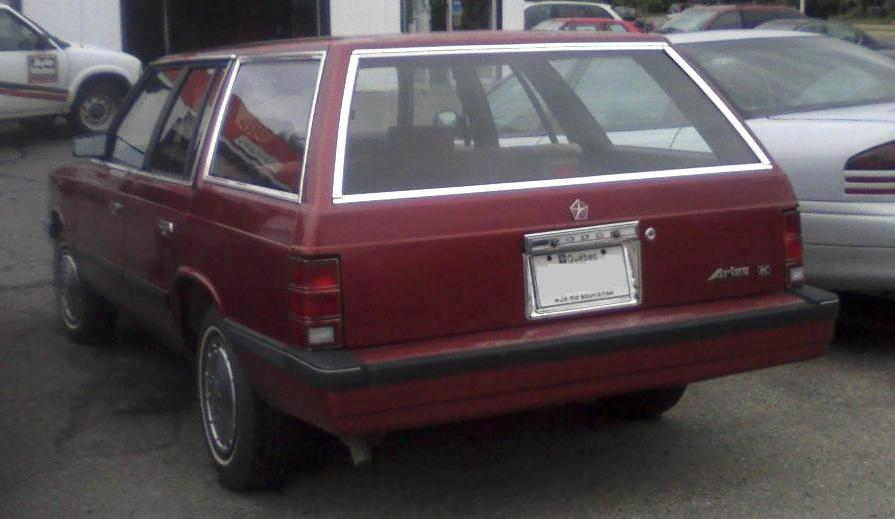
Una Dodge Aries familiare

Già al momento del lancio, la Reliant e la Aries erano offerte in versione berlina quattro porte, coupé due porte e familiare quattro porte. Questi tipi di carrozzeria furono poi offerti durante l'intero periodo in cui i due modelli furono in commercio. I livelli di allestimento inizialmente offerti furono tre: base, Custom e Special Edition. La versione familiare, che era tra le più spaziose della sua categoria, non fu però offerta con l'allestimento base. Per quanto riguarda l'abitacolo, la Reliant e la Aries avevano installato due file di sedili a divanetto con leva del cambio montato sul piantone dello sterzo. Dato che anche il sedile anteriore era a divanetto, i modelli erano in grado di ospitare fino a sei passeggeri. Questa soluzione era apprezzata da molti clienti statunitensi. Le Reliant e le Aries potevano però essere ordinate anche con i sedili anteriori singoli. Questa scelta poteva essere fatta per tutti gli allestimenti tranne che per quello base. Tutte queste qualità permisero alle 2 vetture di conquistare nel 1981 il premio Motor Trend Car of the Year.
Per quanto riguarda la motorizzazione, la Reliant e la Aries erano offerte con un motore a quattro cilindri in linea monoalbero da 2,2 L di cilindrata. Esso era accoppiato ad un cambio manuale a quattro rapporti oppure ad una trasmissione automatica a tre marce. Tra le opzioni, era possibile avere un motore a quattro cilindri in linea Mitsubishi da 2,6 L. Quest'ultimo, però, era offerto solo con il cambio automatico. Nel 1982 non furono operati cambiamenti di rilievo anche se fu disponibile, solo nell'anno citato, la versione cabriolet. Ne furono però prodotti solo 86 esemplari.
Nel 1983 la potenza del motore da 2,2 L fu aumentata e con il propulsore più piccolo poteva essere ordinato, su richiesta, un cambio manuale a cinque marce. Nel 1984 l'emblema a stella a cinque punte della Chrysler fu spostato sulla calandra. Questa volta, nell'anno in questione, grazie a modifiche al carburatore, venne potenziato il motore Mitsubishi.
Nel 1985 la Reliant e la Aries furono oggetto di un facelift, dove vennero modificati la calandra ed i gruppi ottici anteriori. Il motore da 2,2 L fu nuovamente potenziato. Dal 1986 fu applicato il menzionato un logo raffigurante una "K", il cui nome richiamava, come già accennato, alla sigla identificativa del pianale su cui erano costruiti i modelli. Questo logo collocato di fianco al nome del modello. Il cambio manuale a quattro marce non era più disponibile ed il motore da 2,2 L diventò ad iniezione. A questo propulsore fu accoppiato ora il cambio manuale a cinque rapporti. Il motore da 2,6 L fu sostituito da un analogo propulsore a quattro cilindri in linea ad iniezione da 2,5 L, che era disponibile solo con cambio automatico a tre rapporti.
Nel 1987 ci furono delle novità nell'abitacolo. I sedili anteriori diventarono singoli, e quindi il numero massimo di passeggeri trasportabili passò da sei a cinque.
I due modelli furono assemblati a Newark nel Delaware, a Detroit nel Michigan, ed Toluca in Messico.
Dopo circa un milione di esemplari venduti ciascuno, i due modelli uscirono di produzione nel 1989.

## Gli allestimenti
- Base: 1981–1987 (gli esemplari prodotti nel 1987 sono rari)
- Custom: 1981–1984
- SE: 1981–1986
- LE: 1985–1989
- America LE: 1988–1989

## Gli esemplari prodotti
Nel periodo che prefigurò il lancio della Reliant e della Aries, la Chrysler era vicina alla bancarotta. Per uscire da questa situazione, il gruppo riponeva molte speranze sui modelli basati sul pianale K. La Reliant e la Aries furono però molto popolari e quindi le loro vendite portarono ossigeno alle casse del gruppo automobilistico.
| Anno   | Unità     |
| ------ | --------- |
| 1981   | 151.637   |
| 1982   | 139.223   |
| 1983   | 146.562   |
| 1984   | 152.183   |
| 1985   | 136.738   |
| 1986   | 123.007   |
| 1987   | 103.949   |
| 1988   | 125.307   |
| 1989   | 36.012    |
| Totale | 1.114.618 |

| Anno   | Unità   |
| ------ | ------- |
| 1981   | 155.799 |
| 1982   | 104.699 |
| 1983   | 112.599 |
| 1984   | 120.099 |
| 1985   | 117.999 |
| 1986   | 97.368  |
| 1987   | 99.299  |
| 1988   | 111.399 |
| 1989   | 59.199  |
| Totale | 978.460 |

## La Reliant e la Aries nella cultura di massa
- La band Relient K prende il nome dalla Plymouth Reliant. Infatti due componenti del gruppo, Matt Hoopes e Matt Thiessen, ne possedevano un esemplare quando frequentavano la high school[1].
- Nel video del brano musicale Too Bad, appartenente all'album Silver Side Up della band Nickelback, compaiono alternativamente, in base alla scena, sia una Plymouth Reliant K che una Dodge Aries K.